# Notopogon macrosolen
Notopogon macrosolen är en fiskart som beskrevs av Barnard 1925. Notopogon macrosolen ingår i släktet Notopogon och familjen Centriscidae. IUCN kategoriserar arten globalt som livskraftig. Inga underarter finns listade i Catalogue of Life.